# Pulau Seraya
Pulau Seraya est une île située au Sud de l'île principale de Singapour. 

## Géographie
Polder de Pulau Jurong, totalement industrialisée avec les structures de la raffinerie de Jurong, elle s'étend sur environ 1,8 km de longueur pour une largeur approximative de 1 km.